# Васильев Бор
Васильев Бор — упразднённая деревня в Тевризском районе Омской области России. Входила в состав Утьминского сельсовета. Исключена из учётных данных предположительно в 1970-е годы. Ныне урочище.

## География
Деревня находилась на правом берегу реки Ава, на расстоянии примерно 9 километров (по прямой) к северо-востоку от села Утьма.

## История
Основана в 1909 г. По данным 1928 года посёлок Васильев Бор состоял из 29 хозяйств. В административном отношении входил в состав Чудеснинского сельсовета Тевризского района Тарского округа Сибирского края. В 1970 году включен в состав Утьминского сельсовета.

## Население
По данным переписи 1926 года в поселке проживало 126 человек (58 мужчин и 68 женщин), основное население — латыши.